# Roset
Pour les articles homonymes, voir Jean-Pierre Roset, Julie Roset et Michel Roset.
Roset, ou Groupe Roset, est une société française de fabrication de meubles personnalisés, commercialisés en France sous les deux enseignes Ligne Roset et Cinna et à l'international sous la seule enseigne Ligne Roset regroupant les collections des deux marques,. Le groupe est à la fois éditeur de meubles, fabricant et distributeur avec une soixantaine de boutiques en propre.

## Historique

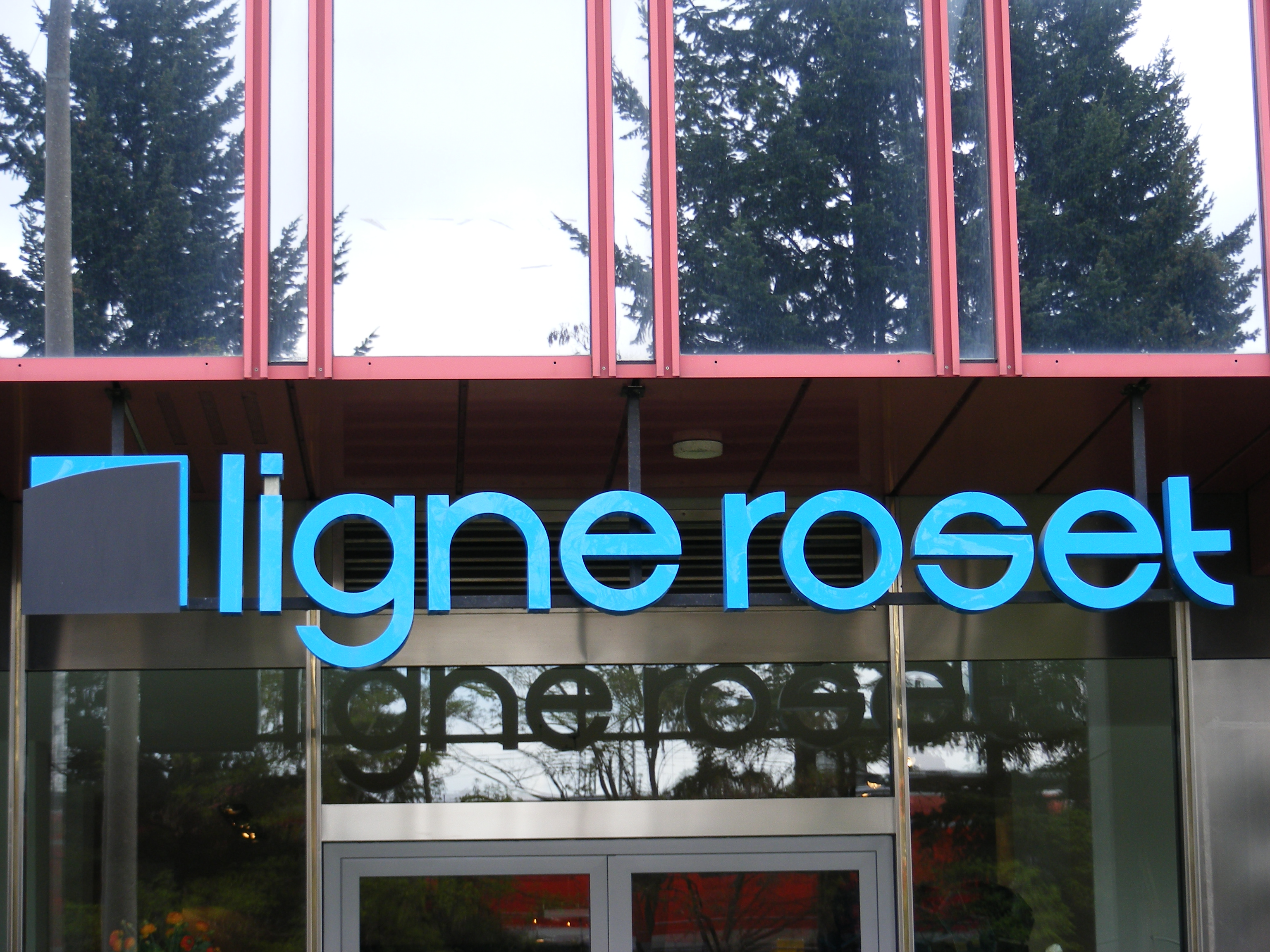
Devanture Roset à Nuremberg.

L'histoire débute en 1860 par Antoine Roset à Montagnieu qui achète un tour à bois. Il pratique, à l'origine, la fabrication de bois courbé pour cannes de marche et parapluies, ainsi que des pieds et barreaux de chaises. Il meurt en 1893 et sa femme reprend l'activité sous l’appellation de « Veuve A. Roset ».
C'est en 1936 que l'entreprise commence à se diversifier et à proposer des meubles et sièges tapissés et rembourrés, puis surtout après la Seconde Guerre mondiale où le petit-fils d'Antoine Roset, Jean Roset, développe l'ameublement significativement en répondant à la commande publique ; l'orientation vers le design se fera quelque temps après.
Parmi les pièces les plus connues, le siège Togo, conçu en 1973 par Michel Ducaroy s'est déjà vendu à plus de deux millions d'exemplaires et s'écoule encore à 50 000 exemplaires chaque année.
La société travaille en collaboration avec des designers contemporains comme Didier Gomez, Inga Sempé, Mauro Lipparini, Pascal Mourgue, Pierre Paulin (dont l'entreprise rachète les droits en 1999), Ronan et Erwan Bouroullec ou encore Peter Maly,. 
L'entreprise possède son siège social et son principal site de production à Briord,. Elle est représentée par plus de 750 distributeurs Ligne Roset, exclusifs ou multimarques répartis à travers une soixantaine de pays dont 150 en France. Une quarantaine de ces points de vente sont des magasins intégrés situés principalement en France, Allemagne et Suisse. Les trois-quarts de la production est exportée.
Roset est gérée par les quatrième et cinquième générations de la même famille depuis 1860,.
En octobre 2019 Roset  propose la location de meubles avec option d'achat à partir de 15 000 €.
Par la suite le Mobilier national passe commande auprès de l'entreprise d'une assise intitulée « Hémicycle » et intégrée au catalogue du fabricant.